# ليف كامينيف
كامنيف، لييف بريسفتش، اسمه الحقيقي روزنفلد، ولد سنة 1883 زعيم سياسي شيوعي روسي، وأحد أعضاء الحكومة الثلاثية التي تألفت بالإضافة إليه من (ستالين وزينوفييف) وتولت الحكم بعد وفاة لينين سنة 1924م، وكانت تسمى اللجنة المركزية للحزب الشيوعي السوفيتي. وقاد المجموعة البلشفية في مجلس الدوما وترأس تحرير صحيفة البرافدا سنة 1917م، وفي نفس السنة عارض ثورة أكتوبر البلشفية فنُفي إلى سيبيريا، ثم ما لبث أن تراجع عن معارضتها فأيّدها.
يمت بقرابة للمفكر تروتسكي (عديله) الذي انضم إليه في معارضة الحكم الستاليني الفردي سنة 1925م، فطرد من الحزب الشيوعي للمرة الأولى سنة 1927م في المؤتمر الخامس عشر، استسلم لستالين عام 1928 فأعاده إلى الحزب. بعدها فُصل وللمرة الثانية سنة 1932م، ثم أعدم سنة 1936م، في محاكمات قضايا الخيانة في تلك الفترة من الحكم الستاليني.

## روابط خارجية
- ليف كامينيف على موقع الموسوعة البريطانية (الإنجليزية)
- ليف كامينيف على موقع الموسوعة البريطانية (الإنجليزية)